# Regió eclesiàstica Emília-Romanya

Situació de l'Emília-Romanya a Itàlia

La regió eclesiàstica Emília-Romanya és una de les setze regions eclesiàstiques en les que està dividit el territori de l'Església catòlica a Itàlia. El seu territori es correspon al de la regió administrativa de l'Emília-Romanya de la República Italiana, i està governat col·legialment per la Conferència Episcopal de l'Emília Romanya, que comprèn els bisbes que operen a les diverses diòcesis de la regió.

## El territori

### Sots-divisions
Aquesta regió eclesiàstica està formada per quinze diòcesis, reagrupades en tres províncies eclesiàstiques, segons la següent articulació:
- Província eclesiàstica de Mòdena-Nonantola:
  - Arquebisbat de Mòdena-Nonantola
  - Bisbat de Carpi
  - Bisbat de Fidenza
  - Bisbat de Parma
  - Bisbat de Piacenza-Bobbio
  - Bisbat de Reggio de l'Emília-Guastalla
- Província eclesiàstica de Bolonya:
  - Arquebisbat de Bolonya
  - Bisbat de Faenza-Modigliana
  - Arquebisbat de Ferrara-Comacchio
  - Bisbat d'Imola
- Província eclesiàstica de Ravenna-Cervia:
  - Arquebisbat de Ravenna-Cervia
  - Bisbat de Cesena-Sarsina
  - Bisbat de Forlì-Bertinoro
  - Bisbat de Rimini
  - Bisbat de San Marino-Montefeltro

### Límits
El territori de la regió eclesiàstica no coincideix exactament amb el de la regió administrativa donat que els límits de les diòcesis segueixen criteris propis, independents dels límits civils. Els límits eclesiàstics s'estenen fora dels civils, fins a comprendre un cert nombre de municipis situats a les províncies de Pavia (Llombardia), Gènova (Liguria),  Florència (Toscana), Pesaro i Urbino (zona del Montefeltro, a les Marques) i el territori de la República de San Marino.

### Principals llocs d'interès
- Basílica de San Petronio
- Santuari de la Madonna de San Luca
- Abadia de Nonantola
- Catedral de San Giorgio (Ferrara)
- Abadia de Pomposa
- Basílica de San Vitale
- Basílica de Sant'Apollinare in Classe
- Catedral Metropolitana de Mòdena

## Història
El cristianisme va arribar molt aviat en aquesta regió, probablement ja en el segle ii, gràcies a una important ciutat portuària com Ravenna, sempre obert a l'Orient. En primer evangelitzador va ser el bisbe Apol·linar, ara patró de la Regió Eclesiàstica. A més d'ell, la regió té cinc màrtirs històricament establerts: els sants Vidal i Agrícola i Pròcul de Bolonya, Cassià d'Imola i Antoní de Piacenza. Una altra figura important de l'època paleocristiana és sant Petroni, bisbe de Bolonya entre el 432 i el 450.
La regió eclesiàstica Emilia va ser creada per la Congregació per als Bisbes en una circular del 24 d'agost de 1889, juntament amb els altres setze regions eclesiàstiques italianes. El 27 de juny de 1908 es va dividir en dos, la regió d'Emília i la Romanya (també anomenada Flaminia); aquesta distinció es va mantenir fins al 8 de desembre de 1976, quan un decret estipulà que la regió fos de nou unida.
Finalment, el 30 de setembre de 1986 es van fusionar entre si nombroses diòcesis menors que pertanyien a la mateixa regió, consolidació que va donar lloc al naixement de les seus de Modena-Nonantola, Reggio Emilia-Guastalla, Faenza-Modigliana, Comacchio-Ferrara, Ravenna-Cervia, Cesena-Sarsina i Forlì-Bertinoro. La diòcesi de Bobbio es va unir a la de Gènova, però la unió va durar fins al 1989, quan el territori de l'antiga seu de Bobbio es va separar de Gènova i es va unir a la diòcesi de Piacenza, que contextualment va assumir seu nom actual.

## Organigrama

### Conferència episcopal de l'Emília-Romanya
- President: Carlo Caffarra, cardenal arquebisbe de Bolonya
- Vicepresident: vacant
- Secretari: Tommaso Ghirelli, bisbe d'Imola

### Bisbes delegats pels diversos sectors pastorals
La regió eclesiàstica té al seu càrrec totes les següents àrees de la vida pastoral un dels bisbes de la regió, de manera que la divisió de responsabilitats es convertirà en una major cura i atenció pastoral:
- Doctrina de la fe i catequesi: Luigi Negri (Ferrara-Comacchio)
- Clergat i diaconat permanent: Francesco Cavina (Carpi)
- Litúrgia: Massimo Camisasca (Reggio Emilia-Guastalla)
- Educació catòlica, cultura, escola i universitat: Gianni Ambrosio (Piacenza-Bobbio)
- Seminari i vocacions: vacant
- Cooperació entre les Esglésies: Lino Pizzi (Forlì-Bertinoro)
- Problemàtica social i treball: Tommaso Ghirelli (Imola)
- Migrants: Luigi Negri (Ferrara-Comacchio)
- Temps lliure, turisme i esport: Carlo Mazza (Fidenza)
- Ecumenisme i diàleg: Luigi Negri (Ferrara-Comacchio)
- Comunicacions socials: Ernesto Vecchi (auxiliar de Bolonya)
- Laïcat: Andrea Turazzi (San Marino-Montefeltro)
- Família i vida: Enrico Solmi (Parma)
- Servei de la caritat: Douglas Regattieri (Cesena-Sarsina)
- Pastoral de la salut: Douglas Regattieri (Cesena-Sarsina)
- Béns culturals eclesiàstics: Lorenzo Ghizzoni (Ravenna-Cervia)
- Vida consagrada: vacante
- Sosteniment econòmic de l'Església: Claudio Stagni (Faenza-Modigliana)
- Federació Italiana d'Exercicis Espirituals: Lorenzo Ghizzoni (Ravenna-Cervia)
- Coordinació regional d'exorcistes: Lorenzo Ghizzoni (Ravenna-Cervia)

## Diòcesis suprimides a l'Emília-Romanya
- Bisbat de Brescello
- Bisbat de Claterna
- Bisbat de Forlimpopoli
- Bisbat de Voghenza